# راه‌آهن کیهان الکتریک
راه‌آهن کیهان الکتریک (انگلیسی: Keihan Electric Railway) شرکت ترابری ریلی ژاپنی است، که در سال ۱۹۱۰ تأسیس شد.